# 唐泰尔·杰弗森
唐泰尔·杰弗森（英語：Dontell Jefferson，1983年12月15日—），美国NBA联盟职业篮球运动员。